# Čepel (potok)
Potok Čepel je pravostranný přítok řeky Ohře v okrese Litoměřice v Ústeckém kraji. Délka toku činí 18,5 km. Plocha povodí měří 98,9 km².

## Průběh toku
Pramení v obci Straškov-Vodochody, která se nachází zhruba 7 km jižně od Roudnice nad Labem v nadmořské výšce 209 m. Nejprve teče severním směrem k obci Kleneč. Odtud proudí dále k Roudnici, jejímž okrajem protéká. Zde se jeho tok obrací k severozápadu, protéká vesnicí Chvalín a obcí Nové Dvory. Vlévá se zprava do mlýnského náhonu odbočujícího z řeky Ohře jižně od Doksan. Náhon společně s vodami potoka ústí zpět do Ohře na jejím říčním kilometru 9,3 v nadmořské výšce 149,7 m.

### Větší přítoky
- levé – Račiněveská strouha
- pravé – Věšínská strouha, Vražkovský potok

## Vodní režim
Průměrný průtok u ústí činí 0,25 m³/s.